# Molinos Río de la Plata
Molinos Río de La Plata S.A. (BCBA: MOLI) es una compañía Argentina de productos alimenticios y una de las empresas líderes de la industria alimentaria de Latinoamérica con llegada a más de 50 países en todo el mundo.

## Historia
En 1902, Bunge & Born instaló un molino harinero en el Dique III de Puerto Madero.
A pesar de su pequeño tamaño la empresa tendría un vertiginoso crecimiento durante el régimen militar autodenominado Proceso de Reorganización Nacional
Una investigación judicial  determinó que la dirección de la empresa promovió el terrorismo de Estado en perjuicio de sus propios trabajadores. Molinos facilitó adurante la dictadura las fuerzas gubernamentales vehículos particulares y de la empresa, y galpones, para la captura de las víctimas en su mayoría trabajadores sindicalizados de la empresa. Durante esta época adquiere PecomAgra, dedicada a la molienda y exportación de aceite y harina de soja, la empresa Bodegas Nieto Senetiner, Los Robles S.A., empresa de alimentos congelados Virgilio Manera Sacifi, el Grupo Estrella S.A, las marcas Don Vicente (Fagnani) de Mar del Plata y Lucchetti de fideos y pastas secas, Kraft Foods, Terrabusi y Canale.{{Harvnp|ref="Empresas terrorismo Estado 1"|Responsabilidad empresarial en delitos de lesa humanidad. Represión a trabajadores durante el terrorismo de Estado</ref>En el año 2015 la justicia confirmo el procesamiento de ex gerente de Molinos Río de La Plata
Tras 11 años de investigación, se confirmó el procesamiento de Emilio Parodi por su responsabilidad empresarial en crímenes de lesa humanidad
En 1999 el "Perez Companc Family Group" adquiere la empresa, el negocio de fideos pasó a reemplazar la tradicional dependencia que tenía Molinos del negocio de harinas industriales.
En 2015 serían imputados varios miembros del directorio de Molinos tras la investigación judicial ya que se valieron de facturación falsa de empresas sin capacidad operativa y económica para obtener un indebido reintegro de créditos fiscales en concepto de IVA por operaciones de exportación.
En 2008 adquiere Compañía Alimenticia Los Andes S.A,  Vizzolini y Don Felipe.
Dos años después se presenta una denuncia de la AFIP por fraude fiscal de 300 millones de pesos, la titular del Juzgado Criminal y Correccional 1 de San Isidro, Sandra Arroyo Salgado, ordenó la inspección de una de las sedes que la firma tiene en la localidad de Victoria, en un centro de logística y distribución, y en las oficinas de una consultora internacional aparentemente vinculada a esa maniobra. En 2014 la Cámara Federal de San Martín confirmó el procesamiento del directorio de Molinos por pagos de algunas facturas emitidas por empresas sin capacidad operativa y económica, para obtener un indebido reintegro de créditos fiscales en concepto de IVA por operaciones de exportación.
En 2015 la empresa Molinos Río de la Plata, y la Familia Pérez Compac serían uno de los principales financistas de la campaña de Mauricio Macri en 2015. Cómo contraprestación sería una de las empresas más beneficiadas por el macrismo. En 2016 a través de un decreto del Ministerio de Agricultura, el Gobierno macrista le condonó a Molinos una deuda de 70 millones de dólares que la empresa debía a la AFIP por gravámenes a las exportaciones.
En 2019 financiaría la aventura electoral de Cambiemos aportando en un solo día 6,2 millones  de pesos junto a otros 15 millones para la reelección de Macri.A pesar de ello en 2016 Por la caída del consumo y el alza constante en los costos internos, el gigante Molinos Río de la Plata perdió en los primeros nueve meses del año 1356 millones de dólares
En 2017 Molinos se escindió en dos empresas. Molinos Río de la Plata S.A.alimentos  y Molinos Agro S.A. se concentra en exportación de granos y oleaginosas, y sus derivados, a partir de la planta que posee la empresa en San Lorenzo, Santa Fe y el puerto adyacente de San Benito.
En 2017 adquiere, Bonafide, las marcas Nugaton y Sensaciones, en 2018 Bonafide, Carozzi y la empresa de pastas Vizzolini, la La Salteña empresa de pastas y tapas de empanadas. Ese mismo año la justicia federal proceso a los directivos de Molinos Río de la Plata, la principal empresa de productos alimenticios de Argentina, tras verse directamente vinculada a los Panama Papers y a la familia Pérez Companc, dueña de Molinos Río de la Plat mencionada en los Pandora Papers. Estos documentos revelan la existencia de sociedades offshore y fideicomisos controlados por esta familia, que fueron utilizados para la gestión de activos y eludir impuestos.

## Marcas
- Granja del Sol
- Terrabusi
- Chorizo seco Don Fernadez (Chaco G.S.M.)
- Calsa
- Patitas
- Matarazzo
- Lucchetti (no confundir con Tresmontes Lucchetti)
- Exquisita
- Favorita
- Don Vicente
- Monera
- Great Value (Marca de Walmart)
- Parma (Exportación)
- Bellisimo (Exportación)
- Carozzi (Marca de Carozzi Corp)
- Matarazzo USA (exportación)
- Matarazzo Sabores del Mediterráneo
- Preferido
- Vitina
- Cocinero
- Lira
- Patito
- Ideal
- La patrona
- Blancaflor
- Nobleza Gaucha
- Minerva
- Gallo
- Susarelli
- Máximo / Lucchetti
- Cruz de Malta
- Chamigkel
- Arlistán
- Máximo
- Cóndor
- Nieto Senetiner
- SantaIsabel
- Benjamín Nieto
- Don Nicanor
- Bonafide (Marca de Carozzi Corp)
- La Salteña
- Vienissima